# Hoa hậu Hoàn vũ 1981
Hoa hậu Hoàn vũ 1981 là cuộc thi Hoa hậu Hoàn vũ lần thứ 30 được tổ chức tại thành phố New York, Hoa Kỳ. Hoa hậu Hoàn vũ 1980, Shawn Weatherly đã trao lại vương miện cho người kế nhiệm là cô Irene Sáez đến từ Venezuela.

## Kết quả

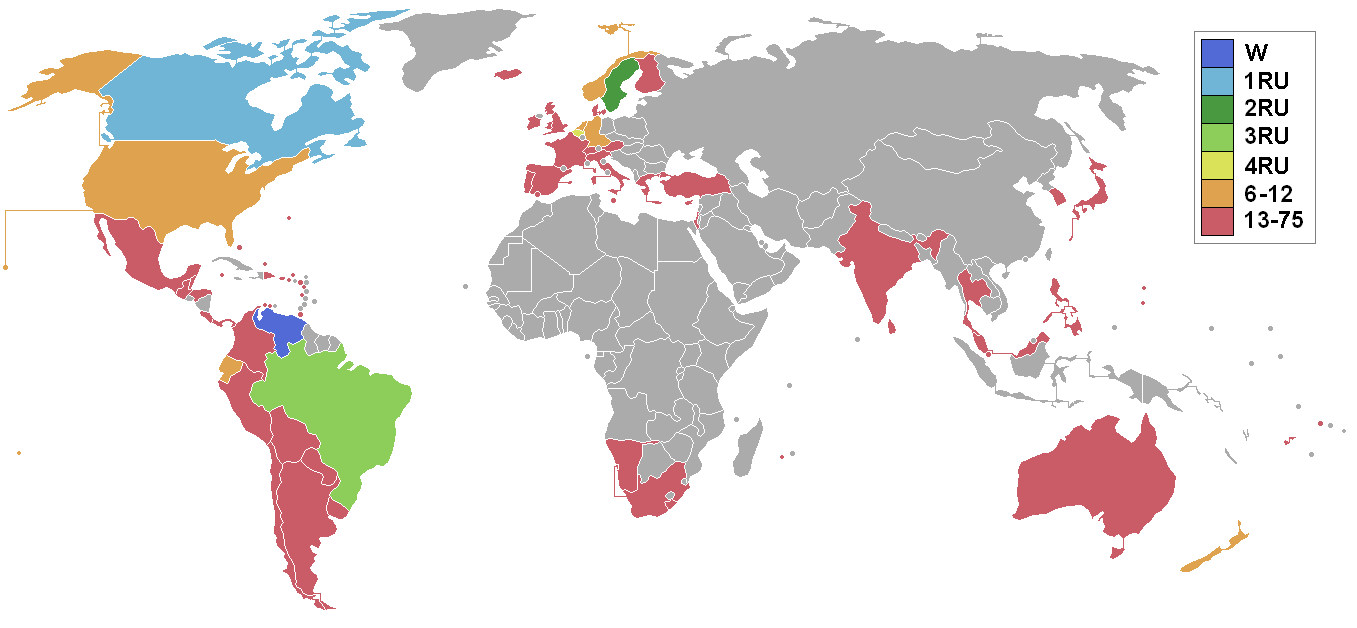
Các quốc gia và vùng lãnh thổ tham gia Hoa hậu Hoàn vũ 1981 và kết quả.

### Thứ hạng
| Kết quả              | Thí sinh |
| -------------------- | --- |
| Hoa hậu Hoàn vũ 1981 | - Venezuela – Irene Sáez |
| Á hậu 1              | - Canada – Dominique Dufour |
| Á hậu 2              | - Thụy Điển – Eva Lena Lundgren |
| Á hậu 3              | - Brazil – Adriana Alves de Oliveira |
| Á hậu 4              | - Bỉ – Dominique Van Eeckhoudt |
| Top 12               | - Ecuador – Lucía Isabel Vinueza Urjelles - Đức – Marion Kurz - Hà Lan – Ingrid Johanna Maria Schouten - New Zealand – Donella Elizabeth Clemmence Thomsen - Na Uy – Mona Olsen - Tahiti – Tatiana Teraiamano - Hoa Kỳ – Kim Seelbrede |

### Thứ tự gọi tên
| 1. Hà Lan 2. Ecuador 3. New Zealand 4. Thụy Điển 5. Brazil 6. Hoa Kỳ 7. Na Uy 8. Venezuela 9. Bỉ 10. Đức 11. Tahiti 12. Canada | 1. Thụy Điển 2. Brazil 3. Bỉ 4. Venezuela 5. Canada |

## Các giải thưởng đặc biệt
| Giải thưởng                 | Thí sinh                             |
| --------------------------- | ------------------------------------ |
| Trang phục dân tộc đẹp nhất | - Brazil – Adriana Alves de Oliveira |
| Hoa hậu Thân thiện          | - Bahamas – Linda Smith              |
| Hoa hậu Ảnh                 | - Đan Mạch – Tina Brandstrup         |

## Hội đồng giám khảo
- Sammy Cahn
- Chang Kang Jae
- Pelé
- Julio Iglesias
- Itzhak Kol
- Lee Majors
- Mary McFadden
- David Merrick
- Anna Moffo
- LeRoy Neiman
- Lorin Netherlandser
- Francesco Scavullo
- Corinna Tsopei – Hoa hậu Hoàn vũ 1964 đến từ Hy Lạp

### Chung kết
| \| Quốc gia/Vùng lãnh thổ \| Trung bình sơ bộ \| Phỏng vấn \| Áo tắm \| Dạ hội \| Trung bình bán kết \| \| ---------------------- \| ---------------- \| ---------- \| ---------- \| ---------- \| ------------------ \| \| Venezuela \| 8.575 (1) \| 8.966 (1) \| 9.024 (1) \| 8.887 (1) \| 8.959 (1) \| \| Canada \| 7.913 (12) \| 8.167 (6) \| 8.133 (5) \| 8.508 (2) \| 8.269 (4) \| \| Thụy Điển \| 7.967 (9) \| 8.658 (2) \| 8.050 (6) \| 8.179 (4) \| 8.296 (3) \| \| Brazil \| 8.330 (4) \| 8.191 (5) \| 8.416 (3) \| 7.824 (7) \| 8.144 (5) \| \| Bỉ \| 8.223 (6) \| 8.529 (3) \| 8.881 (2) \| 8.268 (3) \| 8.559 (2) \| \| Tahiti \| 7.940 (11) \| 8.149 (7) \| 8.137 (4) \| 7.962 (5) \| 8.083 (6) \| \| Na Uy \| 8.259 (5) \| 8.435 (4) \| 7.717 (8) \| 7.838 (6) \| 7.997 (7) \| \| Đức \| 8.400 (3) \| 7.875 (8) \| 8.041 (7) \| 7.442 (10) \| 7.786 (8) \| \| Hà Lan \| 8.133 (7) \| 7.590 (9) \| 7.633 (9) \| 7.625 (9) \| 7.616 (9) \| \| Hoa Kỳ \| 8.527 (2) \| 7.427 (11) \| 7.617 (10) \| 7.653 (8) \| 7.566 (10) \| \| Ecuador \| 7.967 (9) \| 7.442 (10) \| 7.300 (12) \| 7.317 (12) \| 7.353 (11) \| \| New Zealand \| 8.063 (8) \| 6.950 (12) \| 7.492 (11) \| 7.350 (11) \| 7.264 (12) \| | Hoa hậu Á hậu 1 Á hậu 2 Á hậu 3 Á hậu 4 Top 12 |            |            |            |                    |
| Quốc gia/Vùng lãnh thổ | Trung bình sơ bộ                               | Phỏng vấn  | Áo tắm     | Dạ hội     | Trung bình bán kết |
| Venezuela | 8.575 (1)                                      | 8.966 (1)  | 9.024 (1)  | 8.887 (1)  | 8.959 (1)          |
| Canada | 7.913 (12)                                     | 8.167 (6)  | 8.133 (5)  | 8.508 (2)  | 8.269 (4)          |
| Thụy Điển | 7.967 (9)                                      | 8.658 (2)  | 8.050 (6)  | 8.179 (4)  | 8.296 (3)          |
| Brazil | 8.330 (4)                                      | 8.191 (5)  | 8.416 (3)  | 7.824 (7)  | 8.144 (5)          |
| Bỉ | 8.223 (6)                                      | 8.529 (3)  | 8.881 (2)  | 8.268 (3)  | 8.559 (2)          |
| Tahiti | 7.940 (11)                                     | 8.149 (7)  | 8.137 (4)  | 7.962 (5)  | 8.083 (6)          |
| Na Uy | 8.259 (5)                                      | 8.435 (4)  | 7.717 (8)  | 7.838 (6)  | 7.997 (7)          |
| Đức | 8.400 (3)                                      | 7.875 (8)  | 8.041 (7)  | 7.442 (10) | 7.786 (8)          |
| Hà Lan | 8.133 (7)                                      | 7.590 (9)  | 7.633 (9)  | 7.625 (9)  | 7.616 (9)          |
| Hoa Kỳ | 8.527 (2)                                      | 7.427 (11) | 7.617 (10) | 7.653 (8)  | 7.566 (10)         |
| Ecuador | 7.967 (9)                                      | 7.442 (10) | 7.300 (12) | 7.317 (12) | 7.353 (11)         |
| New Zealand | 8.063 (8)                                      | 6.950 (12) | 7.492 (11) | 7.350 (11) | 7.264 (12)         |

## Thí sinh tham gia
| - Argentina – Susana Mabel Reynoso - Aruba – Synia Reyes - Úc – Karen Sang - Áo – Gudrun Gollop - Bahamas – Linda Teresa Smith - Bỉ – Dominique Van Eeckhoudt - Belize – Ivette Zabaneh - Bermuda – Cymone Florie Tucker - Bolivia – Vivian (Maricruz) Aponte Zambrano - Brazil – Adriana Alves de Oliveira - Quần đảo Virgin (Anh) – Carmen Nibbs - Canada – Dominique Dufour - Quần đảo Cayman – Donna Marie Myrie - Chile – María Soledad Hurtado Arellano - Colombia – Ana Edilma (Eddy) Cano Puerta - Costa Rica – Rosa Inés Solís Vargas - Curaçao – Maria Maxima Croes - Síp – Katia Angelidou - Đan Mạch – Tina Brandstrup - Cộng hòa Dominica – Fausta Lucía Peña Veras - Ecuador – Lucía Isabel Vinueza Urjelles - Anh – Joanna Longley - Fiji – Lynn Michelle McDonald - Phần Lan – Merja Orvokki Varvikko - Pháp – Isabelle Sophie Benard - Đức – Marion Kurz - Gibraltar – Yvette Dominguez - Hy Lạp – Maria Nikouli - Guadeloupe – Rosette Bivuoac - Guam – Bertha Antoinette Harmon - Guatemala – Yuma Rossana Lobos Orellana - Hà Lan – Ingrid Johanna Marie Schouten - Honduras – Leslie Nohemí Sabillón Dávila - Hồng Kông – Lao Cẩm Thường - Iceland – Elisabet Traustadóttir - Ấn Độ – Rachita Kumar - Ireland – Valerie Roe - Israel – Dana Wexler | - Ý – Anna Maria Kanakis - Nhật Bản – Mineko Orisaku - Hàn Quốc – Lee Eun-jung - Malaysia – Audrey Loh Yin Fong - Malta – Susanne Galea - Martinique – Ghislaine Jean-Louis - Mexico – Judith Grace González Hicks - Namibia – Antoinette Anuza - New Zealand – Donella Thomsen - Quần đảo Bắc Mariana – Juanita Masga Mendiola - Na Uy – Mona Olsen - Panama – Ana María Henríquez Valdés - Paraguay – María Isabel Urízar Caras - Perú – Gladys Silva Cansino - Philippines – Maria Caroline (Maricar) de Vera Mendoza - Bồ Đào Nha – Ana Paula Machado Moura - Puerto Rico – Carmen Lotti - Réunion – Patricia Abadie - Saint Kitts – Marva Warner - Scotland – Anne McFarlane - Singapore – Florence Tan - Nam Phi – Daniela di Paolo - Tây Ban Nha – Frances Ondiviela - Sri Lanka – Renuka Varuni Jesudhason - Thụy Điển – Eva Lena Lundgren - Thụy Sĩ – Bridget Voss - Tahiti – Tatiana Teraiamano - Thái Lan – Massupha Karbprapun - Transkei – Kedibone Tembisa Letlaka - Trinidad và Tobago – Romini Samaroo - Thổ Nhĩ Kỳ – Senay Unlu - Quần đảo Turks và Caicos – Frances Gloria Rigby - Uruguay – Griselda Dianne Anchorena - Hoa Kỳ – Kim Seelbrede - Quần đảo Virgin (Mỹ) – Marise Cecile James - Venezuela – Irene Sáez - Wales – Karen Ruth Stannard - Tây Samoa – Lenita Marianne Schwalger |

## Chú ý

### Lần đầu tham gia
- Gibraltar
- Namibia
- Tây Samoa

### Trở lại
- Lần cuối tham gia vào năm 1957:
  -  Martinique
- Lần cuối tham gia vào năm 1974:
  -  Síp
- Lần cuối tham gia vào năm 1979:
  -  Fiji
  -  Bồ Đào Nha
  -  Saint Kitts
  -  Nam Phi
  -  Transkei

### Không tham gia
- Indonesia – Rossje Soeratman
- Mauritius – Carole Fitzgerald cảm thấy nhớ nhà và rút lui.
- Papua New Guinea – Jennifer Abaiyjah
- Sint Maarten
- Saint Vincent – Marsha Ann Morris
- Suriname – Joan Boldewijn tham dự Hoa hậu Thế giới

### Thay thế
- Hồng Kông – La Bối Chi được thay thế bởi Lao Cẩm Thường